# Thiodina pallida
Thiodina pallida là một loài nhện trong họ Salticidae.
Loài này thuộc chi Thiodina. Thiodina pallida được Carl Ludwig Koch miêu tả năm 1846.